# Риба-обрубок
Ри́ба-обру́бок, або поліце́нтрус Шо́мбурга (Polycentrus schomburgkii) — вид із родини поліцентрових (Polycentridae), поширений на північному сході Південної Америки (Гвіана, схід Венесуели, північний схід Бразилії, острів Тринідад). Мешкає у спокійних ділянках річок, часто в прибережних гротах і печерах.

## Опис
Обрубки мають міцне, високе, еліпсоподібної форми тіло, сильно стиснуте з боків. Голова велика, глибоко вирізаний рот витягнутий вперед і може сильно розширюватись. Добре розвинені спинний і анальний плавці складаються із двох частин: твердопроменевої попереду і м'якопроменевої позаду. Перша із цих частин довга, дугою супроводжує тіло, а друга значно вища й, неначе прапор, відходить від тіла під кутом 45°. Грудні й черевні плавці сильно витягнуті. У природі риби-обрубки сягають до 10 см завдовжки, проте в акваріумних умовах вони не бувають більшими за 8 см.
Забарвлення варіативне й може помітно змінюватись залежно від температури, стану, збудження риб та інших факторів. Переважають коричнево-сірі тони, темні плями часто можуть складатися в декілька косих поперечних смуг. М'які частини спинного і анального плавців, а також хвостовий і грудні плавці не забарвлені, прозорі. Завдяки цьому риби здаються ніби обрубаними ззаду, цим і пояснюється народна назва виду.
Статеві відмінності в обрубків невиразні. Самка трохи менша й повніша за самця.

## Спосіб життя
За характером обрубки є спокійними хижими рибами, що ведуть нічний спосіб життя. Активними вони стають лише в сутінках та вночі, а вдень постійно тримаються у схованках. Свою жертву обрубки підстерігають стоячи на місці або ж обережно підкрадаються, а тоді раптово кидаються на неї. Рот хижака при цьому висувається вперед й незбагненно розширюється. Обрубок легко може проковтнути рибу, що сягає третину його власної довжини.
Для утримання риб-обрубків у домашніх умовах використовують середніх розмірів або великі акваріуми місткістю близько 150 л. Помешкання для цих них не повинно бути світлим, тут потрібні густа рослинність, численні схованки з каміння, корчів, коріння, а також печери і гроти.

## Утримання в акваріумі
Найкраще тримати риб-обрубків у видовому акваріумі. Сусіди ж можуть бути лише рівні за розмірами або більші за них. Меншим рибам агресивний характер виду нічого хорошого не віщує.
Корм має бути лише живим, передусім жива риба, найкраще підходить для цього молодь гупі, відсіяна у селекційній роботі. Дають їм також мотиль, трубочник, дощових черв'яків та ін.
До складу води вид невибагливий, його влаштовує твердість води до 20° dH, показник pH 6-7, температура води 22-26 °C, мінімальна температура 20 °C. Проте риби не люблять коливань температури й різкої зміни складу води.

## Розведення
Розведення обрубків не становить проблем. На нерест пару риб саджають у окремий акваріум місткістю щонайменше 50 л. Вид зазвичай нереститься в печерах, але іноді обрубки відкладають ікру на широкий листок рослини або на шибку акваріума. Це слід враховувати при облаштуванні нерестовища. Температура води має бути в межах 25-30 °C.
Шлюбні ігри риб-обрубків дуже цікаві. Самець намотує кола акваріумом, тріпочичи при цьому плавцями. Забарвлення його стає оксамитово-чорним, чудово виглядають на такому тлі сріблясто-блакитні і бірюзові блискітки. Навіть задні частини спинного й анального плавців та хвостовий плавець стають в цей час чорними. Самка, навпаки, блідне, стає світло-коричневою. Біля анального отвору в неї з'являється яйцеклад у вигляді короткої, тупої на кінці трубочки.
Попередньо самець чистить місце майбутньої кладки. Це може бути стеля печери або нижній бік листка рослини. Відкладаючи ікру, самка перевертається догори черевом. Нерест триває 3-4 години. За цей час риби відкладають від 100 до 600 ікринок. По закінченні нересту самець бере на себе турботу про потомство. Інкубаційний період триває 60-70 годин, після чого з ікри виводяться личинки. Спочатку вони висять на тоненьких слизових ниточках, а тоді падають на дно. Приблизно за 8 днів личинки перетворюються на мальків і починають вільно плавати й харчуватись.
Мальки в риб-обрубків з'являються на світ дуже маленькими. Як стартовий корм, їм пропонують інфузорії і коловертки. Малята, як і їхні батьки, малорухливі. Вони збираються купами в схованках і очікують там на корм. Їдять мальки багато й при цьому гарно ростуть, швидко переходять на наупліуси артемій. Годують їх виключно дрібним живим кормом.
Визрівають обрубки у віці 11-13 місяців.